# Shilling somalien
Le shilling somalien (symbole monétaire : Sh.So. ; en somali : shilin ; en arabe : شلن ; code ISO : SOS) est la devise officielle de la Somalie depuis 1962, il est divisé en cent senti ou centesimi ou cents, selon la norme ISO 4217 (liste des codes des monnaies).
Depuis 1991, les transactions se font surtout avec des monnaies étrangères, comme le riyal saoudien ou le riyal yéménite, le shilling kényan, le birr éthiopien, quand les cours sont connus, ou encore le dollar américain.
Le pays voisin, le Somaliland, utilise le dollar américain (et aussi la livre sterling) au lieu du shilling du Somaliland.

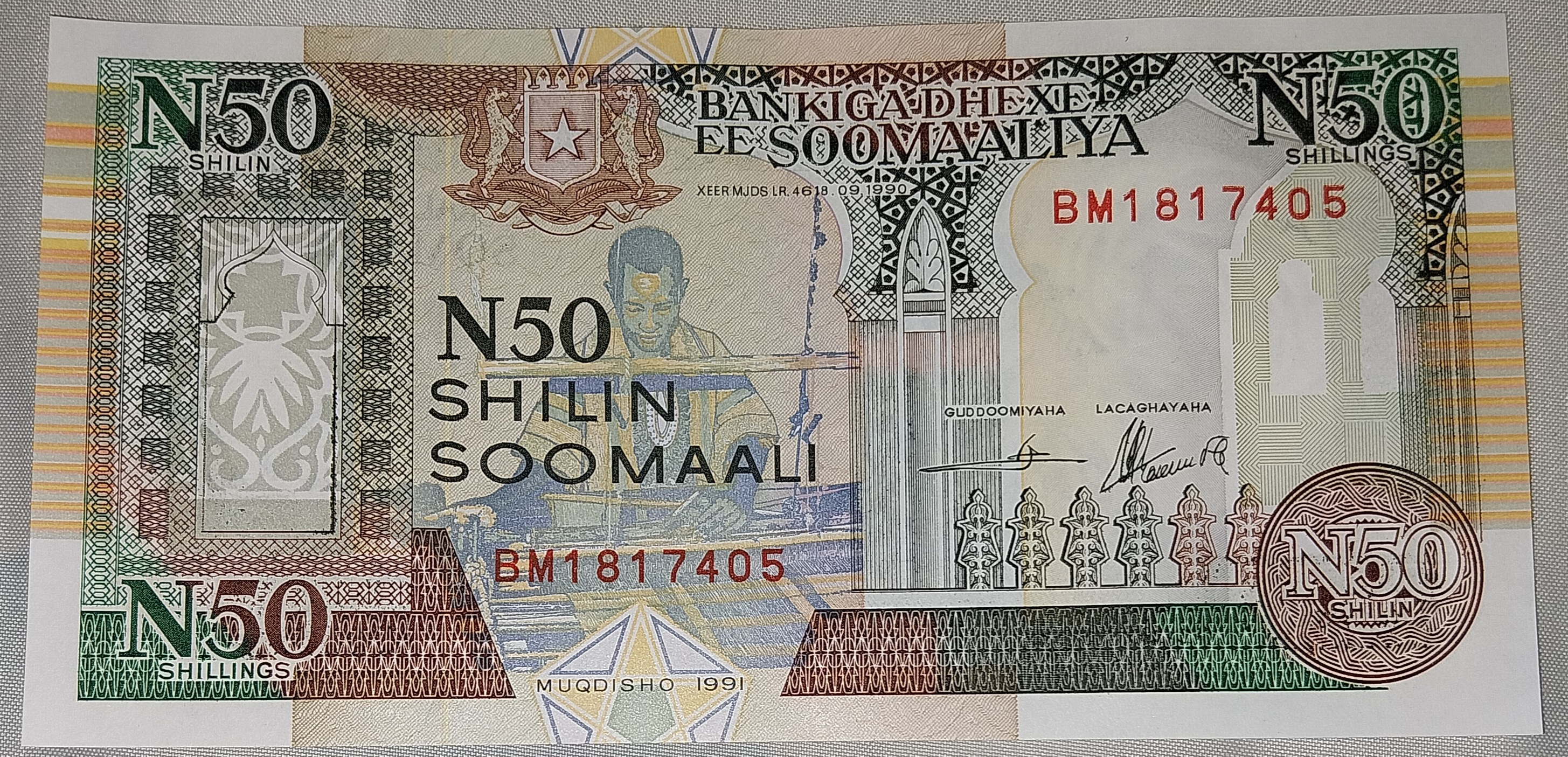
Recto d'un billet de 50 shillings somaliens de 1991.

## Pièces de monnaie

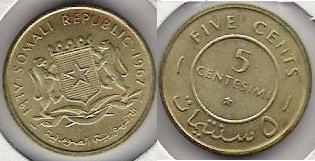
5 centesimi (1967)

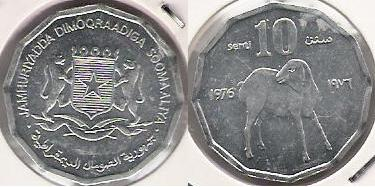
10 senti (1976)